# Taquaraçu de Minas
Taquaraçu de Minas là một đô thị thuộc bang Minas Gerais, Brasil. Đô thị này có diện tích 329,363 km², dân số năm 2007 là 3757 người, mật độ 10,8 người/km².